# 그리스도와 문화
그리스도와 문화(Christ and Culture)는 미국의 신학자 리차드 니버의 1951년 작품이다. 그는 이 책 <그리스도와 문화>에서 문화와 그리스도의 관계에 대하여 5가지 유형(모델)을 제시하였다.
- '문화에 대립하는 그리스도'는 문화에 대한 그리스도인들의 배타적인 태도를 가리킨다. 이런 태도를 가진 이들은 자기들이 살고 있는 사회 관습이 무엇이든 지간에 그리스도와 적대 관계에 있다고 본다. 그는 2세기의 교부 터툴리안과 톨스토이에서 그 전형을 본다. 터툴리안은 그리스도인들이 세상 문화의 타락한 오락, 학문, 정치에서 탈출하도록 권면하였다. 한편 톨스토이는 그리스도인들이 예수님의 산상보훈의 말씀대로 단순하게 살아야 한다고 주장하였다. 니버에 의하면 이러한 반문화적인 유형의 삶은 그 자체 내에 문제점을 갖고 있다. 인간은 언제나 문화 속에서 살고 있는 존재이기 때문이다.

- '문화의 그리스도'는 첫 번째 유형과 정반대되는 것이다. 이 유형을 따르는 사람들은 그리스도와 문화 사이에 근본적인 일치와 연속성이 존재한다고 생각한다. 이 관점에서 보면 그리스도는 위대한 교육자요 문화의 영웅이시다. 토마스 제퍼슨은 그리스도를 완전한 도덕 교육가로 보았고, 술라이에르마허는 그리스도를 모든 종교와 문화의 완성자로 보았다. 이 관점은 신학의 본질과 그 문화적 표현을 구분하지 못하고 있다.

- '문화 위의 그리스도'는 그리스도와 문화를 다 긍정한다. 그러나 둘 사이에 간격이 있다고 본다. 이 관점에서는 그리스도가 로고스와 주님으로 이해되고 있다. 그리고 그리스도를 높은 층에 두고 문화를 낮은 층에 둔다. 이러한 생각은 알렉산드리아의 클레멘트에서 나타났고 후에 토마스 아퀴나스에게서 나타났다.

- '역설 관계에 있는 그리스도와 문화'는 그리스도와 문화의 관계를 화해할 수 없는 양자간의 끊임없는 싸움으로 이해한다. 그리스도는 그리스도요 문화는 문화다. 니버는 이런 유형의 대표자가 사도 바울과 루터 그리고 키에르케고르 등이라고 말한다.

- '문화의 변혁자인 그리스도'. 이 유형의 대표자는 어거스틴, 칼빈, 존 웨슬리 등이다. 이 입장에 의하면 세계는 구속받을 수 있는 가능성이 있다. 인간 문화의 문제는 변혁의 문제이다. 세계는 배격되어서도 안되고 소홀히 여겨져도 안된다. 따라서 이 유형에서 주장된 그리스도는 죽음과 죄에 예속되어 있는 인간을 구속하시는 것뿐 아니라 문화 속에서 사는 인간 생활을 계속적으로 성화시키고 변혁시키시는 분으로 이해된다.

## 방법론
리처드 니버(H. Richard Niebuhr, 1894-1963)는 독일 신학자 에른스트 트뢸취의 사상적 연관관계가 매우 깊다. 트뢸취의 신학은 니버의지난한 노력으로 독일보다는 오히려 미국에서 활짝 꽃폈고, 이질적이고 새로운 토양에서 놀랄 정도로 잘 소개되었을 뿐 아니라 창조적으로 적용되었다. 니버는 트뢸취의 신학을 미국의 특별한 역사적- 사회적 상황에다 심었고, 창조적으로 발전시킨 탁월한 신학자요 기독교윤리학자라고 평가받을 수 있다. 니버의 신학방법론은‘역사적 방법’이다. 기존에 니버의 방법론으로알려졌던‘반성의 방법론’이라든지‘변증법적 방법론’은 니버의 방법론과는 거리가 멀다. 니버는 자신의 신학 방법론을‘역사적 방법’이라고 직접적으로 명명하지는 않았지만, 트뢸취와 동일한 방법론적 길을걸어갔다. 니버는 트뢸취처럼 자신의 신학 전반을 역사 위에다 정초했다. 니버는 신학연구를 위한 대상을 개별성과 발전 개념에서 잡았다. 그는 방법론의 대상 빛 아래서 기독교 역사에 나타난 대상적 객체나 주체의 개체성과 독특성, 다양성 측면을 명백하게 주목했다. 이것은 니버가 신학연구 작업의 주요 방법인‘역사적 방법’을 채택했다는 것을 반증하는 것이고 또 거기로부터 파생되고 있는 지난한 신학 과제인 역사상대성의 문제를 극복하려고 노력했다. 그 결과 신학의 중요 주제인 계시나 신앙의 의미를 종교적 상대주의로서 실증적이거나 합리적 차원이 아닌 신중심적인 상대주의로부터 해결코자 했다. 니버는 역사적 방법의하위 개념이라 할 수 있는 역사비평적 방법의 3원칙인 비평, 유비, 상관관계를 유효적절하게 역사에다 적용하기도 했다. 니버는 역사적 방법에서 두 번째 단계로 넘어갔다. 그것은 사회학적방법이다. 역사적 방법의 보충적 측면을 의미한다. 니버는 트뢸취처럼신학에서 사회학으로 시선을 돌리게 되었는데, 사회적인 것도 신학적인것처럼 역사적인 사실임을 밝혀냈다. 그는 역사적 방법의 연구 대상이사회적인 것까지 확대되고 있고, 역사화되고 있음을 통찰했다. 신학 형태의 다양성과 교리의 차이점이 생긴 것은 순수 신학적인 이유가 아닌사회적 상황 내지 사회학적 배경구조에서 배태되었기 때문이다. 니버는사회적 상황에서 계속 다양하고 이질적 모습을 보게 되는 이유가 새로운 모멘트인‘사회학적 관점’이 있었기 때문임을 확신했다. 사회학적방법에서 M. 베버나 E. 트뢸취 식으로 시행된 사회학적 유형론 연구는니버의 저서『그리스도와 문화』에 직접적인 영향을 미쳤다.

## 같이 보기
- 리차드 니버
- 기독교 문화
- 문화

## 참고 문헌
- The Social Sources of Denominationalism (1929)
- The Kingdom of God in America (1937)
- The Meaning of Revelation (1941)
- Christ and Culture (1951)
- The Purpose of the Church and Its Ministry (1956)
- Radical Monotheism and Western Culture (1960)
- The Responsible Self (1963)
- Faith on Earth: An Inquiry into the Structure of Human Faith (1989).